# Zoran Maroević
Zoran Maroević  (Matulji, RFS Yugoslavia, 27 de abril de 1942-24 de abril de 2019) fue un baloncestista y medallista olímpico croata. Consiguió dos medallas en competiciones internacionales con Yugoslavia.